# Venasque
Venasque est une commune française située dans le département de Vaucluse, en région Provence-Alpes-Côte d'Azur.
Venasque est l'un des 168 adhérents de l'association Les Plus Beaux Villages de France.

## Géographie

### Localisation
Le village est à environ 11 km au sud-est de Carpentras par le CD 4, puis le CD 28 et à une trentaine de km d'Avignon.
| Saint-Didier | Mazan    | Malemort-du-Comtat |
| Le Beaucet   | Venasque | Méthamis           |
|              | Gordes   | Murs               |

### Géologie et relief
Le village de Venasque est situé sur un éperon rocheux aux flancs abrupts, au débouché des gorges de la Nesque. Le territoire de la commune comprend des terres cultivables vers la plaine de Carpentras, et des zones de garrigue sur les hauteurs des monts de Vaucluse.
La commune occupe donc un emplacement facile à défendre, permettant dans la plaine des cultures irriguées grâce à la Nesque, possédant des zones de garrigue fournissant le bois et permettant l'élevage des moutons. Enfin, c'est le début de la route qui mène à la vallée du Calavon, par Murs et la combe de Vaulongue vers Gordes. Passage défendu par la tour de Pinet qui se voit toujours sur une hauteur. Cette situation favorable a conduit très tôt à une occupation humaine.
Son sol calcaire bien mis en valeur par l'irrigation, a permis la création d'immenses jardins spécialisés dans la production de primeurs expédiés dans la France entière.

### Sismicité
Les cantons de Bonnieux, Apt, Cadenet, Cavaillon et Pertuis sont classés en zone Ib (risque faible). Tous les autres cantons du département de Vaucluse sont classés en zone Ia (risque très faible). Ce zonage correspond à une sismicité ne se traduisant qu'exceptionnellement par la destruction de bâtiments.

### Climat
Pour des articles plus généraux, voir Climat de Provence-Alpes-Côte d'Azur et Climat de Vaucluse.
En 2010, le climat de la commune est de type climat méditerranéen franc, selon une étude du Centre national de la recherche scientifique s'appuyant sur une série de données couvrant la période 1971-2000. En 2020, Météo-France publie une typologie des climats de la France métropolitaine dans laquelle la commune est exposée à un climat méditerranéen et est dans la région climatique Provence, Languedoc-Roussillon, caractérisée par une pluviométrie faible en été, un très bon ensoleillement (2 600 h/an), un été chaud (21,5 °C), un air très sec en été, sec en toutes saisons, des vents forts (fréquence de 40 à 50 % de vents > 5 m/s) et peu de brouillards.
Pour la période 1971-2000, la température annuelle moyenne est de 13,3 °C, avec une amplitude thermique annuelle de 17,2 °C. Le cumul annuel moyen de précipitations est de 731 mm, avec 6 jours de précipitations en janvier et 2,7 jours en juillet. Pour la période 1991-2020, la température moyenne annuelle observée sur la station météorologique de Météo-France la plus proche, « Murs », sur la commune de Murs à 9 km à vol d'oiseau, est de 13,3 °C et le cumul annuel moyen de précipitations est de 757,8 mm. 
La température maximale relevée sur cette station est de 42,4 °C, atteinte le 28 juin 2019 ; la température minimale est de −13,2 °C, atteinte le 12 février 2012,,.
Les paramètres climatiques de la commune ont été estimés pour le milieu du siècle (2041-2070) selon différents scénarios d'émission de gaz à effet de serre à partir des nouvelles projections climatiques de référence DRIAS-2020. Ils sont consultables sur un site dédié publié par Météo-France en novembre 2022.

### Hydrographie et les eaux souterraines
Cours d'eau sur la commune ou à son aval :
- La commune de Venasque est arrosée par la Nesque,
- ravin du défend,
- combe de la fontaine du rupt.

L'eau courante fut définitivement installée, dans la commune, entre 1959 et 1965, auparavant il fallait aller à la fontaine.

## Urbanisme

### Typologie
Au 1er janvier 2024, Venasque est catégorisée commune rurale à habitat dispersé, selon la nouvelle grille communale de densité à sept niveaux définie par l'Insee en 2022.
Elle est située hors unité urbaine. Par ailleurs la commune fait partie de l'aire d'attraction de Carpentras, dont elle est une commune de la couronne,. Cette aire, qui regroupe 21 communes, est catégorisée dans les aires de 50 000 à moins de 200 000 habitants,.

### Occupation des sols
L'occupation des sols de la commune, telle qu'elle ressort de la base de données européenne d’occupation biophysique des sols Corine Land Cover (CLC), est marquée par l'importance des forêts et milieux semi-naturels (68,4 % en 2018), en diminution par rapport à 1990 (69,9 %). La répartition détaillée en 2018 est la suivante : 
forêts (63,8 %), zones agricoles hétérogènes (18,6 %), cultures permanentes (9,7 %), milieux à végétation arbustive et/ou herbacée (4,6 %), zones urbanisées (3,3 %). L'évolution de l’occupation des sols de la commune et de ses infrastructures peut être observée sur les différentes représentations cartographiques du territoire : la carte de Cassini (XVIIIe siècle), la carte d'état-major (1820-1866) et les cartes ou photos aériennes de l'IGN pour la période actuelle (1950 à aujourd'hui).

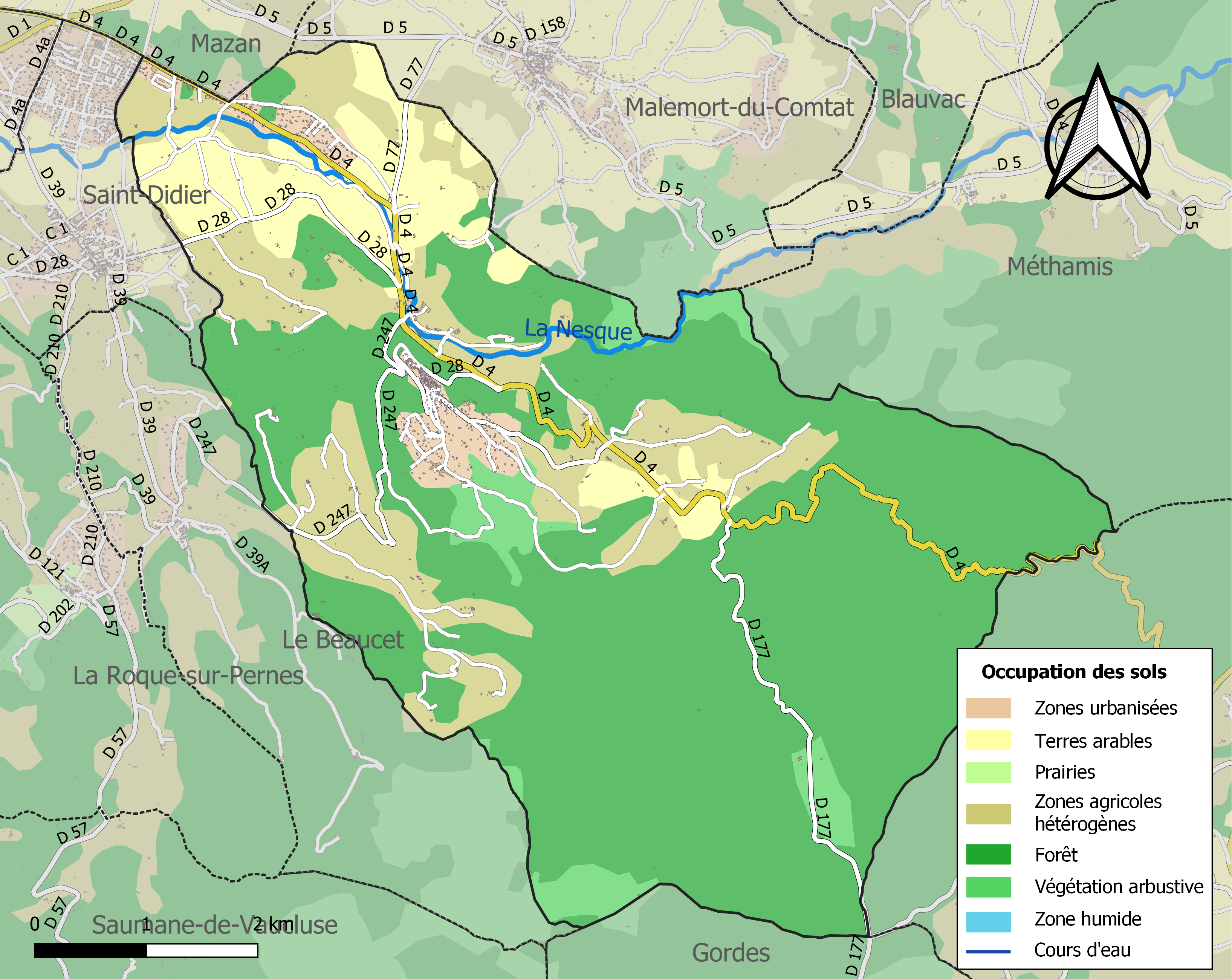
Carte des infrastructures et de l'occupation des sols de la commune en 2018 (CLC).

### Voies de communication et transports

#### Transports en commun
- Transport en Provence-Alpes-Côte d'Azur

La gare la plus proche est la gare d'Avignon TGV.
La gare TER la plus proche est Carpentras.
Petite navette en bas du village permettant de se rendre jusqu'à Carpentras.

## Toponymie
Le nom de la localité est attesté sous les formes Vindasca au IVe siècle, castro Venasca en 982, Vennasca en 1044.
Il s'agit d'un type toponymique en -asque (autrement -asc, -ache), terminaison que l'on rencontre du sud de la France jusqu'en Italie (-asca) et à laquelle les spécialistes attribuent une origine ligure, sous la forme d'un suffixe -asca.
Le premier élément Ven- peut représenter une racine préceltique *vĭn- ou *ven- ayant le sens de « montagne ». Elle se retrouve en Provence dans Venanson (Alpes-Maritimes, Venacione 1067), peut-être Venelles (Bouches-du-Rhône, Venellis 973), en Corse dans Venaco (Ouenikion, IIe siècle) et aussi dans le Piémont, où on note un Venasca ainsi que dans les Pyrénées avec le Port de Venasque et Benasque qui a aussi donné son nom à la vallée de Bénasque. Cependant, comme dans le cas de Venelles, l'anthroponyme gaulois Venna est possible.
Une variante dotée d'une dentale *vĭn-t- / *ven-t- se retrouve dans le mont Ventoux et la montagne Sainte-Victoire, qui étaient tous deux des Mons Venturi, ainsi qu'en région provençale dans Venterol (Alpes-de-Haute-Provence), Venterol (Drôme), Vence, Ventabren, Ventavon.

## Histoire

### Préhistoire et Antiquité

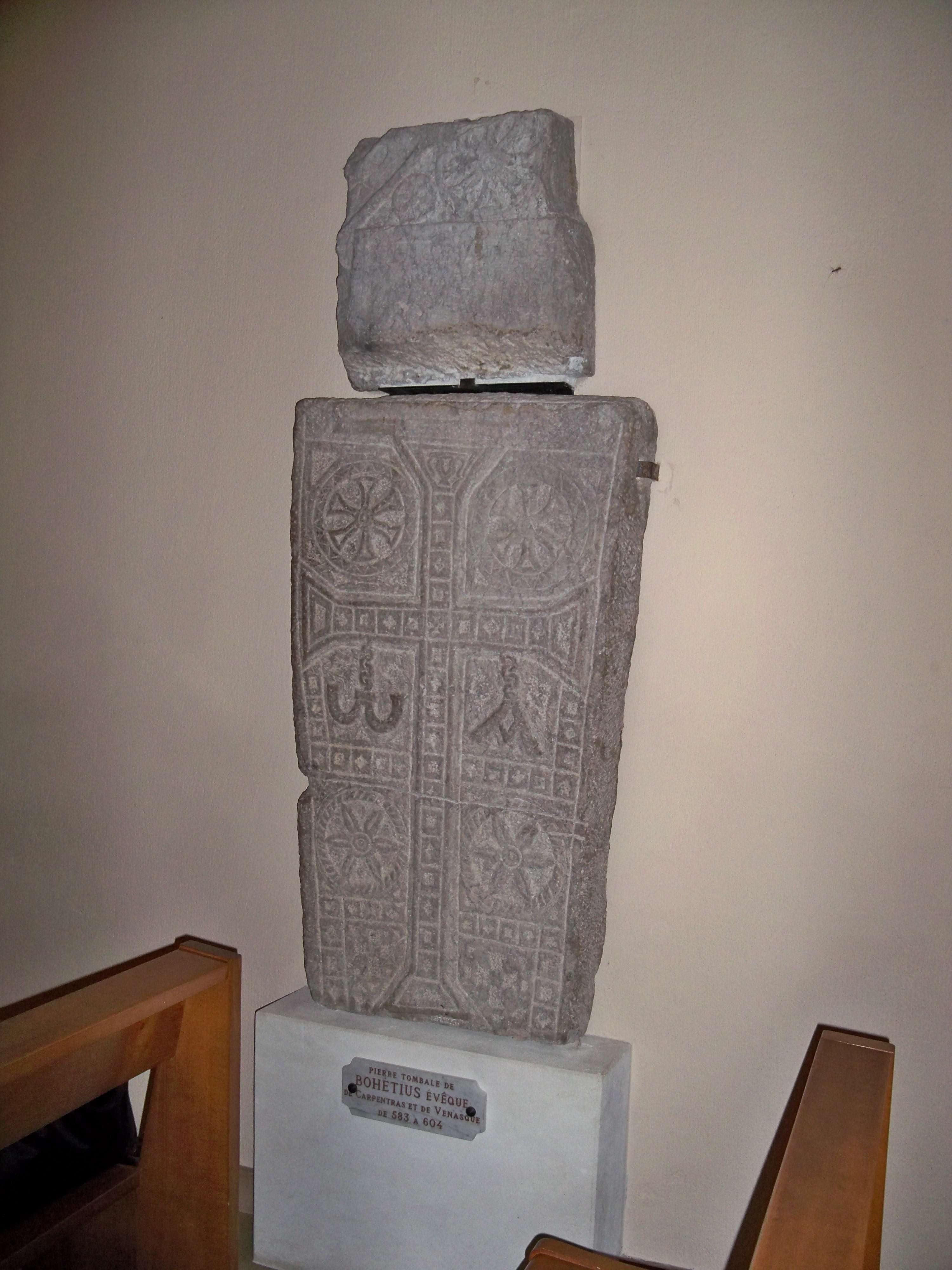
Pierre tombale de Bohetius, évêque de Carpentras.

Dès l'époque paléolithique, puis surtout au Néolithique, on constate une intense fréquentation des grottes de la vallée de la Nesque, comme l'attestent :
- le gisement de plein air néolithique ancien de Céron ;
- la grotte de Unang, à mi-pente des falaises de la Nesque, dans laquelle un enseignant, Maurice Picard, découvrit en 1947 des vestiges de l'époque néolithique ;
- la grotte des dents, vestiges de l'âge du bronze.

Venasque faisait partie du territoire des Memini, tribu gauloise dont le chef-lieu était Carpentras (Carpentorate Meminorum). L'archéologie et la toponymie montrent que Vindasca fut l'une des principales places fortes de cette tribu. Le territoire de la tribu des Meminiens s'est conservé dans celui de l'évêché de Carpentras, et celui du Comtat Venaissin.
Au Bas-Empire, le site de la ville actuelle eut ses défenses naturelles améliorées par une muraille barrant l’éperon, renforcées par trois tours semi-circulaires à pédoncule et doublées par un large fossé sec. Pour les fondations de ces remparts, on utilisa des blocs de pierre ouvragés, provenant probablement d'un édifice démoli pour ses pierres.
Le quartier de Notre-Dame-de-Vic (de vicus, bourg — aujourd'hui Notre-Dame-de-Vie) a livré des vestiges gallo-romains et surtout la pierre tombale de Bohetius, évêque de Carpentras (583-604).

### Moyen Âge
L'histoire de Venasque suit celle du comtat Venaissin. En 1125, il devient la propriété des comtes de Toulouse. En 1229, au cours de la Croisade des Albigeois, Raymond VII de Toulouse est vaincu par les troupes de la croisade et celles du roi de France et cède le comtat au pape. Le comtat resta aux papes jusqu'au 14 septembre 1791, date à laquelle il fut réuni à la France.

### Renaissance
La Crucifixion, tableau de l'école d'Avignon, daté de 1498, orne l'église paroissiale Notre-Dame.
Le village eut à souffrir des guerres de religion, et fut assiégé en 1562 puis en 1564 par les troupes protestantes de François de Beaumont, baron des Adrets. Venasque ne fut jamais conquise : lors de ces deux sièges, des traîtres, achetés par les Réformés, furent découverts. Certains furent pendus à Avignon, un autre roué en place publique à Carpentras.

### Époque moderne
Venasque a été chef-lieu de canton durant la Révolution (du 14 septembre 1791 au 8 Pluviôse an IX (28 janvier 1801)).
Après la réunion à la France, Venasque subit aussi les effets de la Terreur : en 1793, dix-huit habitants, dont le premier maire J.-J. Cortasse et son prédécesseur le dernier consul J.-A. Morel, furent guillotinés à Orange[pourquoi ?].

### Époque contemporaine
L'histoire de Venasque est depuis lors l'histoire de France. La population de la commune diminua : il y avait 1 723 habitants en 1723, et seulement 371 en 1946. De plus, les habitants du village, dont beaucoup étaient exploitants agricoles, eurent tendance à descendre s'installer dans la plaine, près de leurs terres. Il y eut de plus en plus de maisons vides qui tombaient en ruine. Le mouvement s'inversa dans les années 1960, de nouveaux venus de France ou d'Europe vinrent s'installer et remirent en état ces maisons, soit pour y vivre en permanence : les « étrangers d'ici », ou seulement une partie de l'année : les « étrangers d'ailleurs ».

## Politique et administration

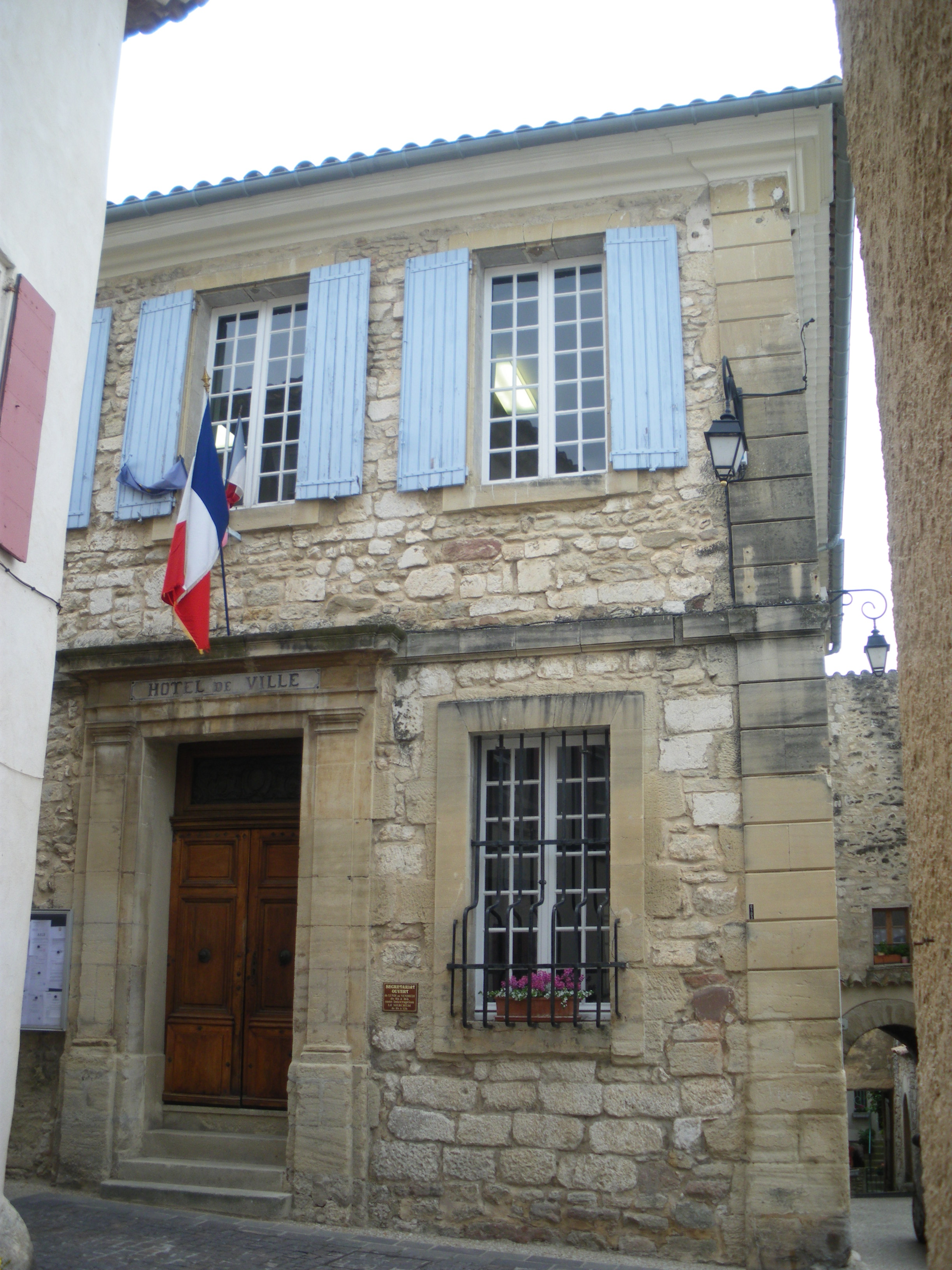
Hôtel de ville.

| Période                                  | Période                     | Identité       | Étiquette              | Qualité                    |
| ---------------------------------------- | --------------------------- | -------------- | ---------------------- | -------------------------- |
| Les données manquantes sont à compléter. |                             |                |                        |                            |
| 1790                                     |                             | J.-J. Cortasse |                        |                            |
| 1969                                     | 1975                        | Julien Ruel    |                        | Agriculteur                |
| 1975                                     | 1981                        | Rémi Rapetti   |                        | Commerçant                 |
| 1981                                     | En cours (au 30 avril 2014) | Gaby Bezert    | UMP - Les Républicains | Agriculteur, puis retraité |

## Équipements et services publics

### Enseignement
- Écoles maternelle et primaire[20].
- Collège à Pernes-les-Fontaines et Mazan.
- Lycées à Carpentras.

### Santé
Professionnels et établissements de santé :
- Médecins, dentistes, kinésithérapeutes à Malemort-du-Comtat et Saint-Didier,
- Ostéopathes à Venasque,
- Centre hospitalier à Carpentras et Avignon[22].

## Population et société

### Démographie

#### Évolution démographique
L'évolution du nombre d'habitants est connue à travers les recensements de la population effectués dans la commune depuis 1793. Pour les communes de moins de 10 000 habitants, une enquête de recensement portant sur toute la population est réalisée tous les cinq ans, les populations de référence des années intermédiaires étant quant à elles estimées par interpolation ou extrapolation. Pour la commune, le premier recensement exhaustif entrant dans le cadre du nouveau dispositif a été réalisé en 2006.

En 2022, la commune comptait 1 069 habitants, en évolution de +5,11 % par rapport à 2016 (Vaucluse : +1,73 %, France hors Mayotte : +2,11 %).
| 1793  | 1800  | 1806  | 1821  | 1831  | 1836  | 1841 | 1846 | 1851 |
| ----- | ----- | ----- | ----- | ----- | ----- | ---- | ---- | ---- |
| 1 194 | 1 117 | 1 050 | 1 093 | 1 054 | 1 057 | 983  | 942  | 984  |

| 1856 | 1861  | 1866 | 1872 | 1876 | 1881 | 1886 | 1891 | 1896 |
| ---- | ----- | ---- | ---- | ---- | ---- | ---- | ---- | ---- |
| 950  | 1 007 | 938  | 885  | 830  | 735  | 680  | 700  | 646  |

| 1901 | 1906 | 1911 | 1921 | 1926 | 1931 | 1936 | 1946 | 1954 |
| ---- | ---- | ---- | ---- | ---- | ---- | ---- | ---- | ---- |
| 595  | 545  | 524  | 442  | 422  | 420  | 410  | 371  | 407  |

| 1962 | 1968 | 1975 | 1982 | 1990 | 1999 | 2006  | 2011  | 2016  |
| ---- | ---- | ---- | ---- | ---- | ---- | ----- | ----- | ----- |
| 506  | 519  | 526  | 656  | 785  | 966  | 1 131 | 1 172 | 1 017 |

| 2021  | 2022  | - | - | - | - | - | - | - |
| ----- | ----- | - | - | - | - | - | - | - |
| 1 050 | 1 069 | - | - | - | - | - | - | - |

### Cultes
Culte catholique église Notre-Dame, paroisse de Saint Didier, diocèse d'Avignon.

## Économie

### Agriculture

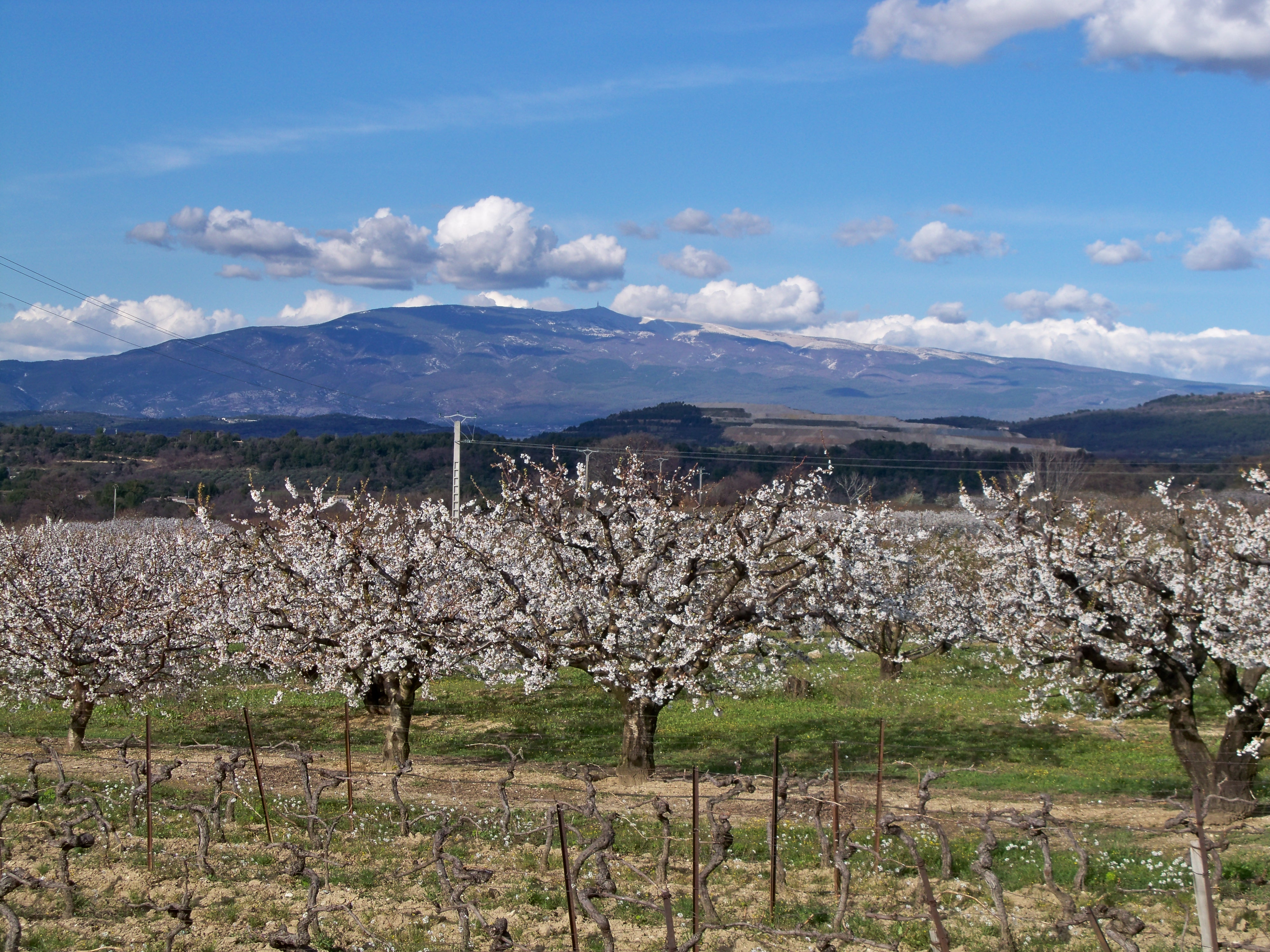
Cerisiers près de Venasque, le mont Ventoux en fond.

Les Venasquais se sont spécialisés dans la cerise (label Cerise de Venasque) et le raisin de table (muscat de Venasque, AOC muscat du Ventoux). De nos jours, la commune est essentiellement vigneronne et produit du raisin de table et un peu de vin AOC Ventoux. Les fourrés de yeuses et les chênaies sont producteurs de truffes.

### Tourisme
La plaine du comtat bénéficie de l'attrait touristique qu'engendre l'histoire de ses villages, le Mont Ventoux qui la domine au sud de son relief particulier, la richesse de ses sols et le résultat de son agriculture (œnotourisme en plein développement) et bien sûr son ensoleillement.
L'Institut Notre-Dame de Vie attire régulièrement de nombreux fidèles (et curieux) sur la commune.
L'on peut aussi ajouter comme attrait la proximité des gorges de la Nesque ou de la vallée du Luberon.
Petite hôtellerie, chambres d'hôtes, locations vacances, etc.

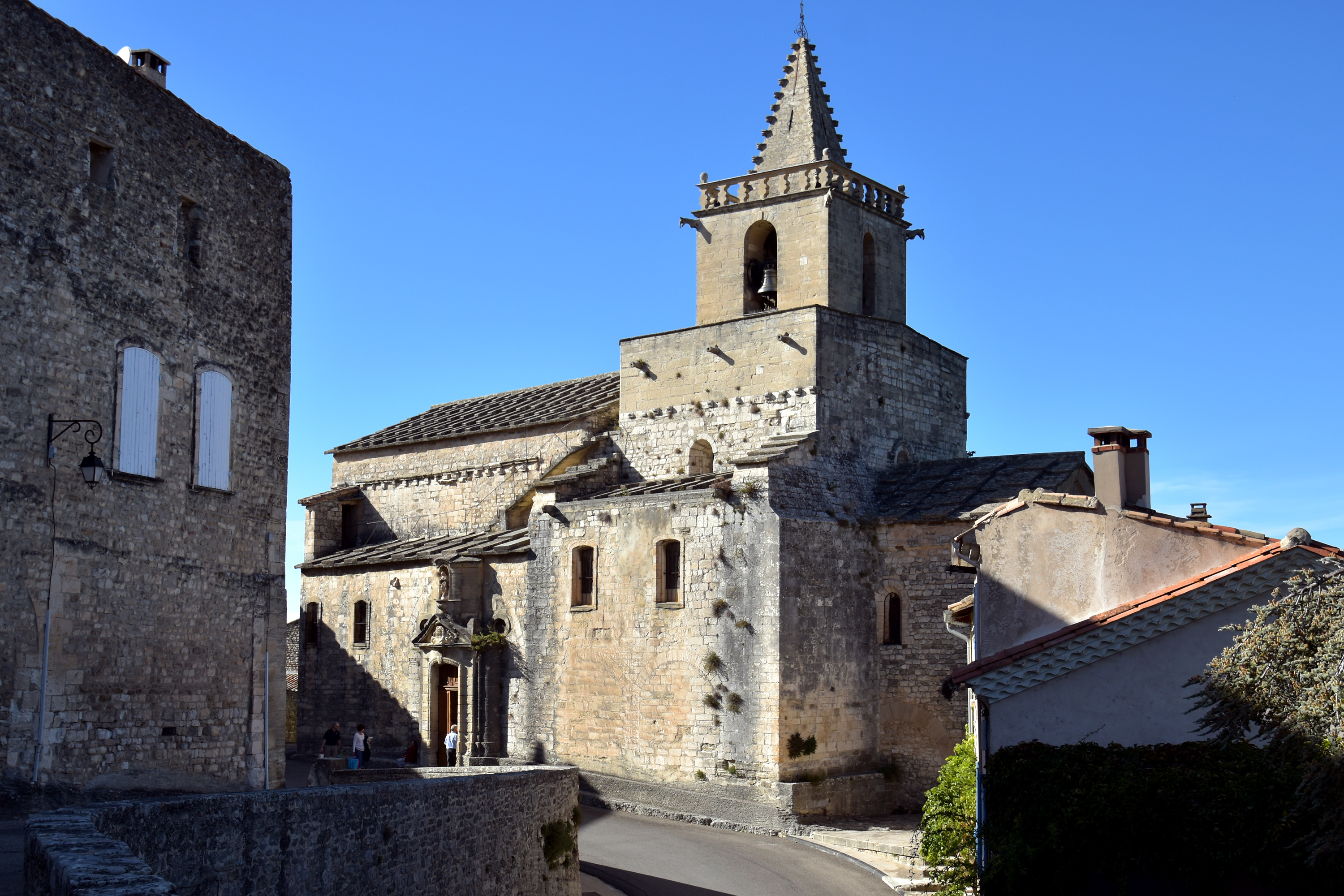
L'église Notre-Dame de Venasque.

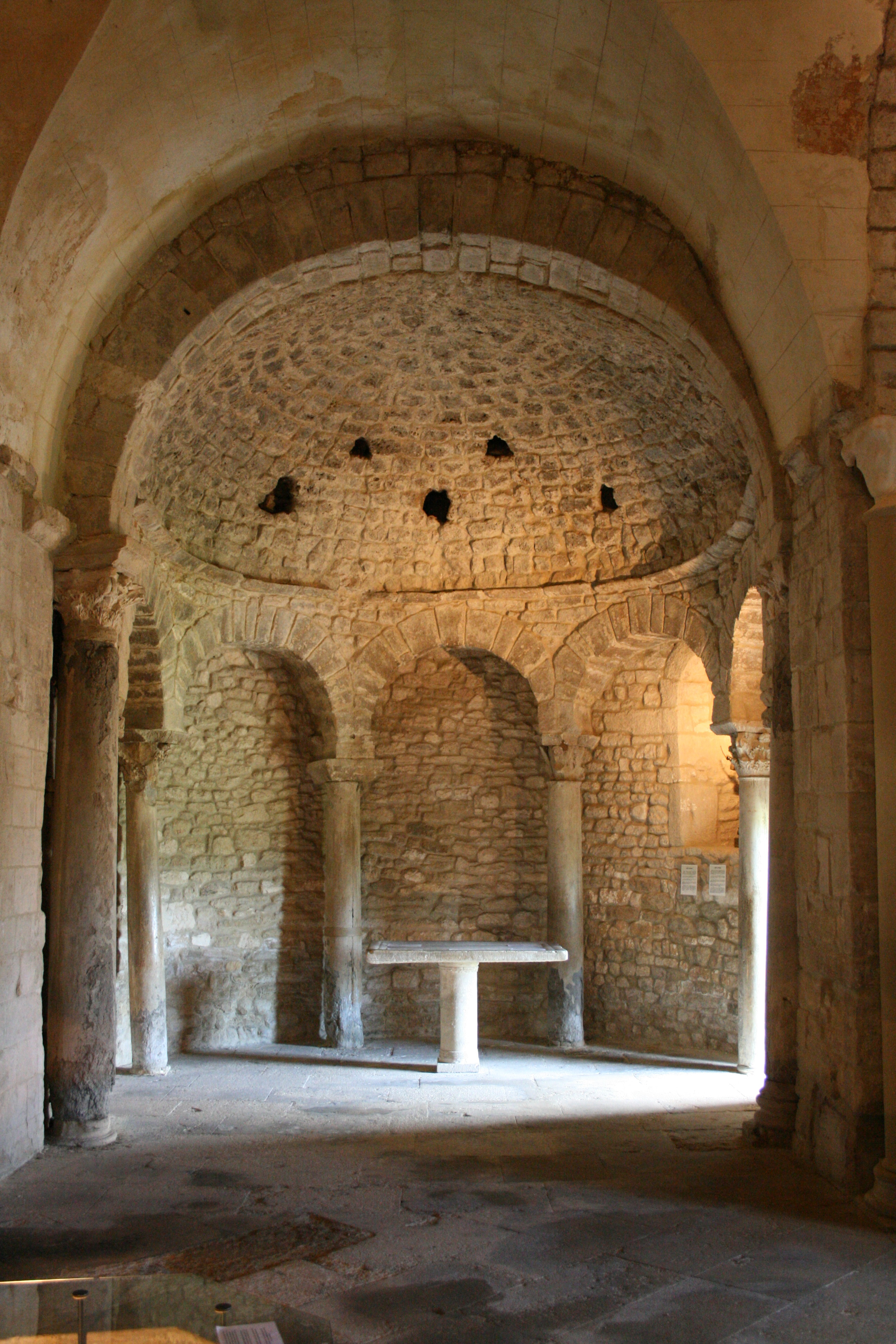
Baptistère de Venasque.

## Culture locale et patrimoine

### Lieux et monuments
Patrimoine religieux :
- Chapelle Saint-Siffrein.
- Église Notre-Dame[28],[29]. Très remaniée, elle possède un beau retable du XVIIe siècle en bois sculpté et, surtout, la Crucifixion, tableau de l'école d'Avignon, daté de 1498[30]. L'édifice a été classé au titre des monuments historiques en 1906[28].
- Église Notre-Dame-de-vie de Venasque.
- Baptistère de Venasque[31].
- Prieuré de Saint-Pierre-les-Thermes.
- L'Institut Notre-Dame de Vie fondé en 1932 par le Père Marie-Eugène de l'Enfant-Jésus et Marie Pila, puis reconnu en 1973 comme un seul Institut séculier de droit pontifical à trois branches autonomes.

Patrimoine civil :
- Enceinte du Bas-Empire romain[32] et remparts (à tort indiqués comme « Sarrasins »).
- Bories et murs en pierres sèches : 240 bories sur la commune.
- Mur de la peste.
- La tour de Pinet.
- Venasque possède sur le territoire de la commune plusieurs dizaines de bories abritant des cuves vinaires rupestres. Elles ont été découvertes et étudiées au cours des années 1990 par Michel Bouvier.
- La fontaine[33].

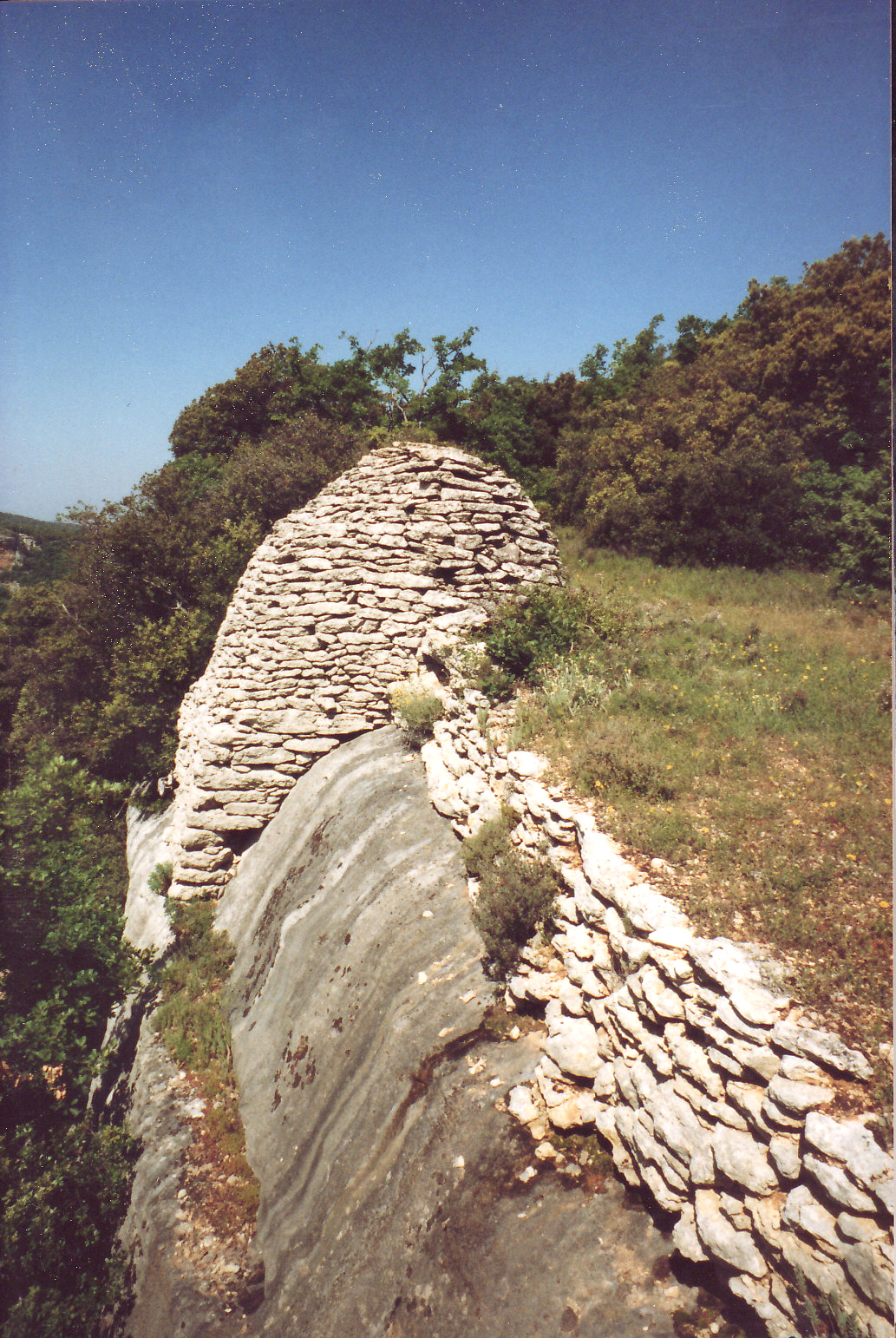
À Carroufa, au lieu-dit la Lauze, extérieur de la borie no 26.
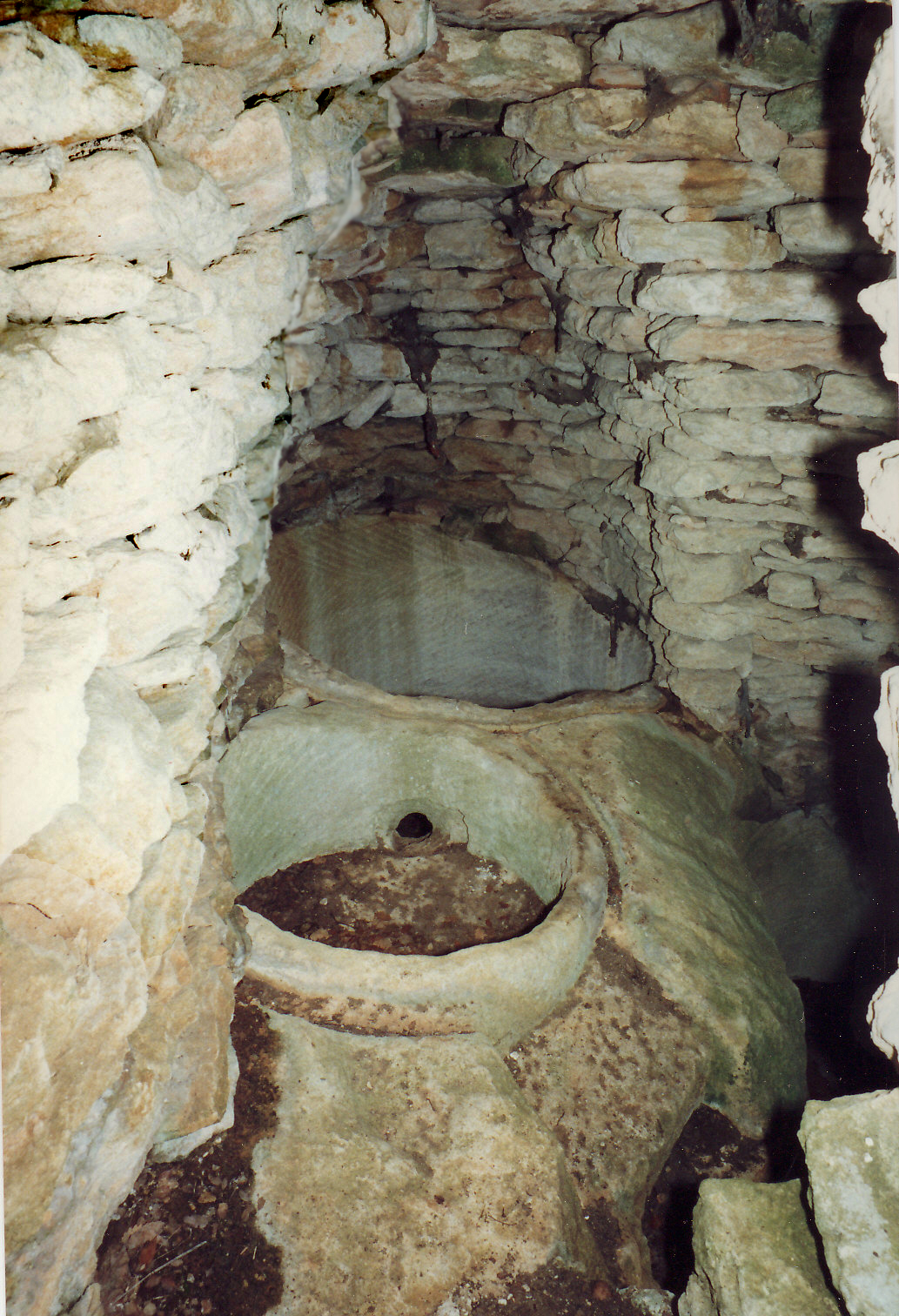
Intérieur de la 26 montrant le fouloir et la cuve de vinification.
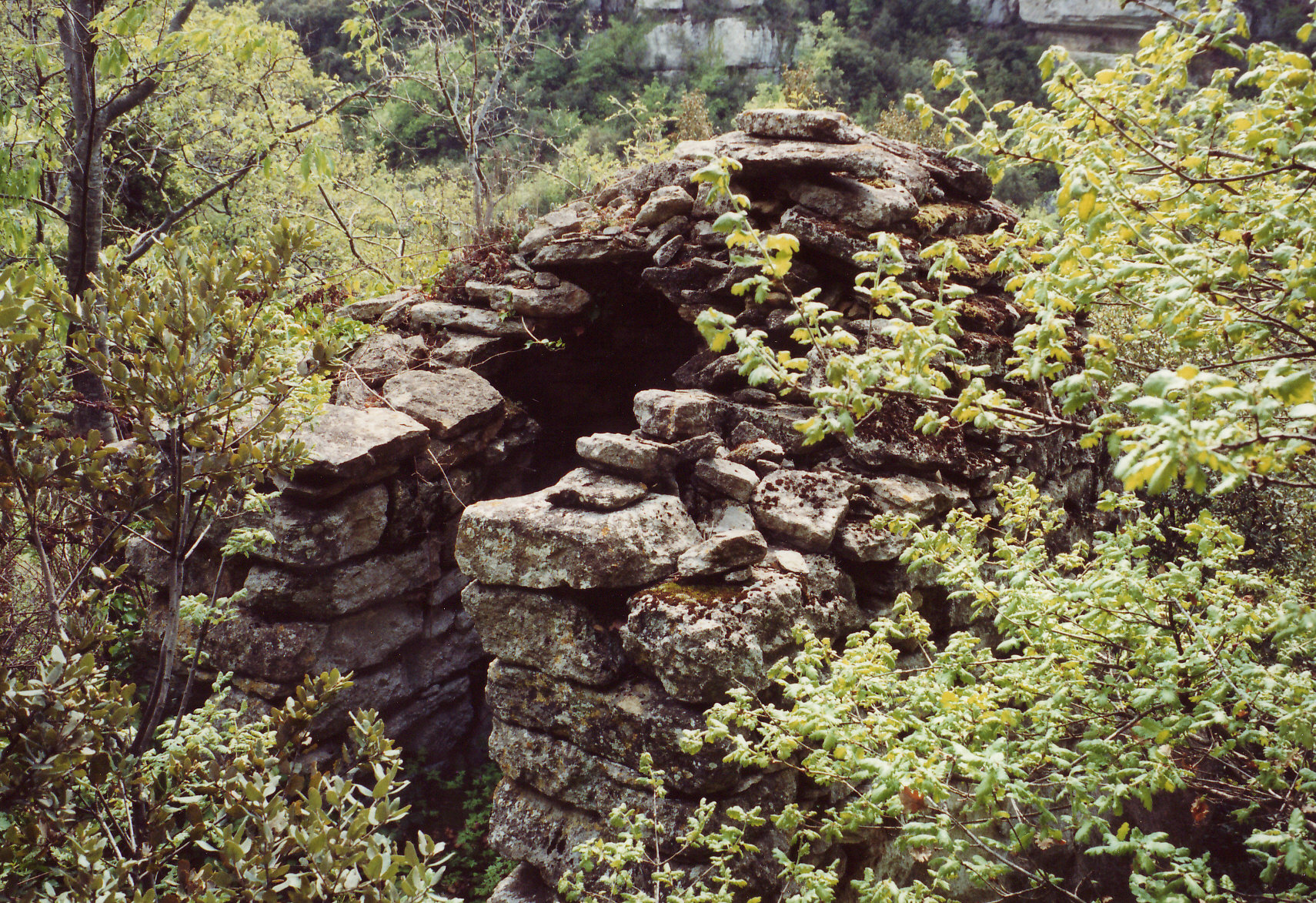
Au lieu-dit le Verger, extérieur de la borie no 39.
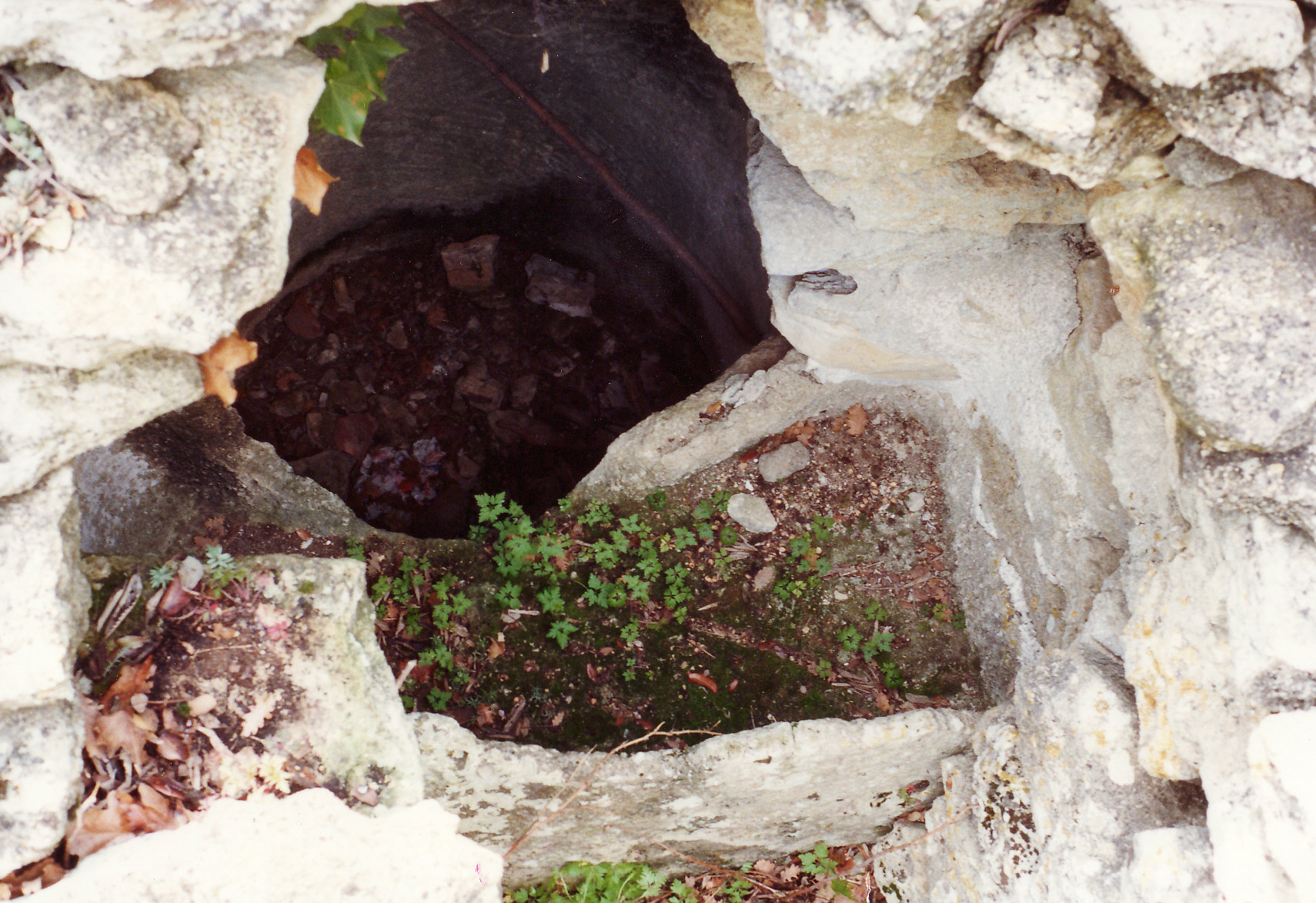
Intérieur de la 39 montrant le fouloir et la cuve de vinification.

### Personnalités liées à la commune
- Gail Kubik, compositeur américain, qui a vécu à Venasque de 1963 à 1983.
- Marie-Eugène de l'Enfant-Jésus, prêtre qui y a cofondé l'Institut Notre-Dame de Vie et y est décédé en 1967.
- Marie Pila, cofondatrice de l'Institut Notre-Dame de Vie et y est décédée en 1974.
- Jan Vakowskaï (1932-2006), artiste peintre ayant vécu sur le plateau de Jouvenal à Venasque des années 1960 à 1990.

### Héraldique
| Blason de Venasque | Les armes peuvent se blasonner ainsi : De gueules à la croix vidée, cléchée et pommetée d'or. |